# Astylidius parvus
Astylidius parvus là một loài bọ cánh cứng trong họ Cerambycidae.